# Пушкин, Гавриил Григорьевич
Гаврии́л Григо́рьевич Пу́шкин (умер в 1638) — голова, воевода, сокольничий (1606) и думный дворянин (1606), действующее лицо пушкинской трагедии «Борис Годунов».

## Биография
Сын дворянина Григория Ивановича Пушкина. Братья — Григорий Сулемша (ум. до 1626) и Иван (ум. после 1619).
В 1581 году, будучи стрелецким сотником, был прислан в Ругодив с государевою грамотой к воеводам, в 1592 году находился на службе в Борисове, а в 1598 состоял головою у касимовских татар в большом полку, в Серпуховском Государевом, по крымским весям, походе. При Борисе Годунове он был в опале, чем и объясняется то, что в 1601—1602 годы он был послан головою в Пелым. В 1603 годы был воеводой в Чебоксарах.
Возвышение его началось с 1605 года, когда он, вместе с Наумом Плещеевым, вызвался доставить в Москву грамоту первого Лжедмитрия. 1 июня 1605 года Пушкин и Плещеев прочли эту грамоту в Красном Селе, а потом, сопровождаемые красносельцами, отправились в Москву и, по требованию народа, прочитали её с Лобного места, при звоне колоколов. В этой грамоте Лжедмитрий извещал о своём спасении, доказывал свои права на Московский престол и вспоминал всё то зло, что причинил ему Годунов. В благодарность за оказанную услугу Лжедмитрий сделал Пушкина великим сокольничим и думным дворянином. В том же году возникло местническое дело между Пушкиным и князем Звенигородским; были поданы «случаи» и «счётные памяти», но чем кончился суд — неизвестно.
В 1606 году на свадьбе Лжедмитрия с Мариной Мнишек Пушкин сидел под дружками, а затем должен был потчевать в Золотой Палате 150 слуг воеводских и посольских и «жолнеров лучших». В том же году назначен воеводой в крепость Белую. Когда город присягнул Лжедмитрию II, Пушкин с отрядом царских ратников отступил в Погорелое Городище и оказывал «Тушинскому вору» противодействие: это видно из уведомления, посланного Пушкиным в августе 1608 года из Погорелого Городища в Тверь о поимке им мужиков, везших грамоты Тушинского вора о задержании на дороге литовских послов. В конце февраля 1611 года Пушкин подписался, в числе других лиц, под грамотой Московской Боярской Думы послам — Ростовскому митрополиту Филарету и кн. Василию Васильевичу Голицыну со товарищи — о том, чтобы они ехали в Вильно к королевичу Владиславу и просили его поспешить приездом в Москву. В дальнейшем Пушкин был доверенным человеком одного из лидеров Первого ополчения кн. Дмитрия Трубецкого. В марте 1612 года после того, как Трубецкой под давлением Заруцкого и казаков был вынужден принести присягу Лжедмитрию III, Пушкин вместе с братом были посланы Трубецким в Троицкий монастырь, чтобы сообщить, что Трубецкой не признаёт этой присяги и призывает к объединению обоих ополчений против как поляков, так и сторонников Лжедмитрия. Как писали троицкие монахи кн. Пожарскому: «28 марта приехали в Сергиев монастырь два брата Пушкины, прислал их к нам для совета боярин князь Дмитрий Тимофеевич Трубецкой, чтоб мы послали к вам и все бы православные христиане, соединясь, промышляли над польскими и литовскими людьми и над теми врагами, которые завели теперь смуту».
11 июля 1613 г., в день венчания на царство Михаила Федоровича Романова, Пушкин должен был стоять у сказки боярства кн. Дмитрию Михайловичу Пожарскому, но бил челом, что это ему невместно, потому что его родственники нигде меньше Пожарских не бывали. Вследствие этого царь указал «для своего царского венца, во всяких чинах быть без мест» и велел этот указ записать при всех боярах в Разряд.
В царствование Михаила Феодоровича Пушкин продолжал быть думным дворянином. В 1614—15 гг. он был воеводой в Вязьме; в 1618 г. участвовал на «соборе», на котором, в присутствии царя Михаила Феодоровича, обсуждались меры, как противостоять королевичу Владиславу, приближавшемуся с войском к Москве. Когда в Москве стали готовиться к обороне от нападения польского королевича, Пушкин должен был «ведать» Сретенские ворота и от Сретенских до Фроловских ворот. В 1618 г. ему был поручен Челобитный приказ. В 1619 г. Пушкин был послан в Вязьму встречать возвращавшегося из польского плена митрополита Филарета Никитича Романова; кроме него, были посланы: Макарий, архиепископ вологодский и великопермский, и боярин Василий Петрович Морозов. В том же году Пушкин был товарищем боярина князя Бориса Михайловича Лыкова, начальника Разбойного Приказа. В 1626 г. он был отпущен царем в деревню вместе с двумя своими сыновьями. В 1629 г. он ещё значился в списке думных дворян, с денежным окладом, в Галицкой четверти, 250 руб., а в 1638 г. скончался «в монашестве».

### Семья
- Первая жена — Марья Мелентьевна Иванова (дочь дьяка Мелентия Иванова от, предположительно, Василисы, наложницы Ивана Грозного, существование которой под вопросом[4]), с 1579 года. 4 ноября 1605 года была погребена в Троице-Сергиевом монастыре.
- Вторая жена — Анна Васильевна Колтовская (дочь Василия Игнатьевича, возможно[5], троюродного брата Анны Григорьевны Колтовской, 4-й жены Ивана Грозного), умерла в марте 1645 года.

Сыновья:
- Григорий
- Степан.